# Пејет (Ајдахо)
Пејет (енгл. Payette) град је у америчкој савезној држави Ајдахо.

## Демографија
По попису из 2010. године број становника је 7.433, што је 379 (5,4%) становника више него 2000. године.
| Група             | 2000.         | 2010.         |
| Белци             | 5.696 (80,7%) | 5.673 (76,3%) |
| Афроамериканци    | 6 (0,1%)      | 14 (0,2%)     |
| Азијати           | 61 (0,9%)     | 58 (0,8%)     |
| Хиспаноамериканци | 1.113 (15,8%) | 1.432 (19,3%) |
| Укупно            | 7.054         | 7.433         |